# Списък на космическите стартове през 1957 година
| Дата       | Ракета-носител       | Полезен товар (тип) | Космодрум/Стартов комплекс | Номер по спътниковия каталог        | Резултат |
| ---------- | -------------------- | ------------------- | -------------------------- | ----------------------------------- | -------- |
| 4 октомври | Спутник Р-7 (8К71ПС) | Спутник-1 (ПС-1)    | Байконур, Пл. 1/5          | NORAD ID:00002 / NSSDC ID:1957-001B | Успех    |
| 3 ноември  | Спутник Р-7 (8К71ПС) | Спутник-2 (ПС-2)    | Байконур, Пл. 1/5          | NORAD ID:00003 / NSSDC ID:1957-002A | Успех    |
| 6 декември | Авангард TV-3        | Авангард TV-3       | Кейп Канаверал LC 18A      |                                     | Неуспех  |